# Farol de Esposende
O Farol de Esposende localiza-se perto da praia de Esposende no Distrito de Braga, em Portugal.
Trata-se de uma torre cilíndrica em ferro, edificada sobre uma base redonda de cimento, com lanterna e varandim de serviço. Inteiramente pintada de vermelho. Anexo, encontra-se um edifício de 2 andares para os faroleiros, pintado de amarelo.
Erguido à margem direita da foz do rio Cávado, vizinho ao Forte de São João Baptista de Esposende, cuja primitiva área foi parcialmente ocupada pelas instalações do farol, foi inaugurado em 1866.

## Características

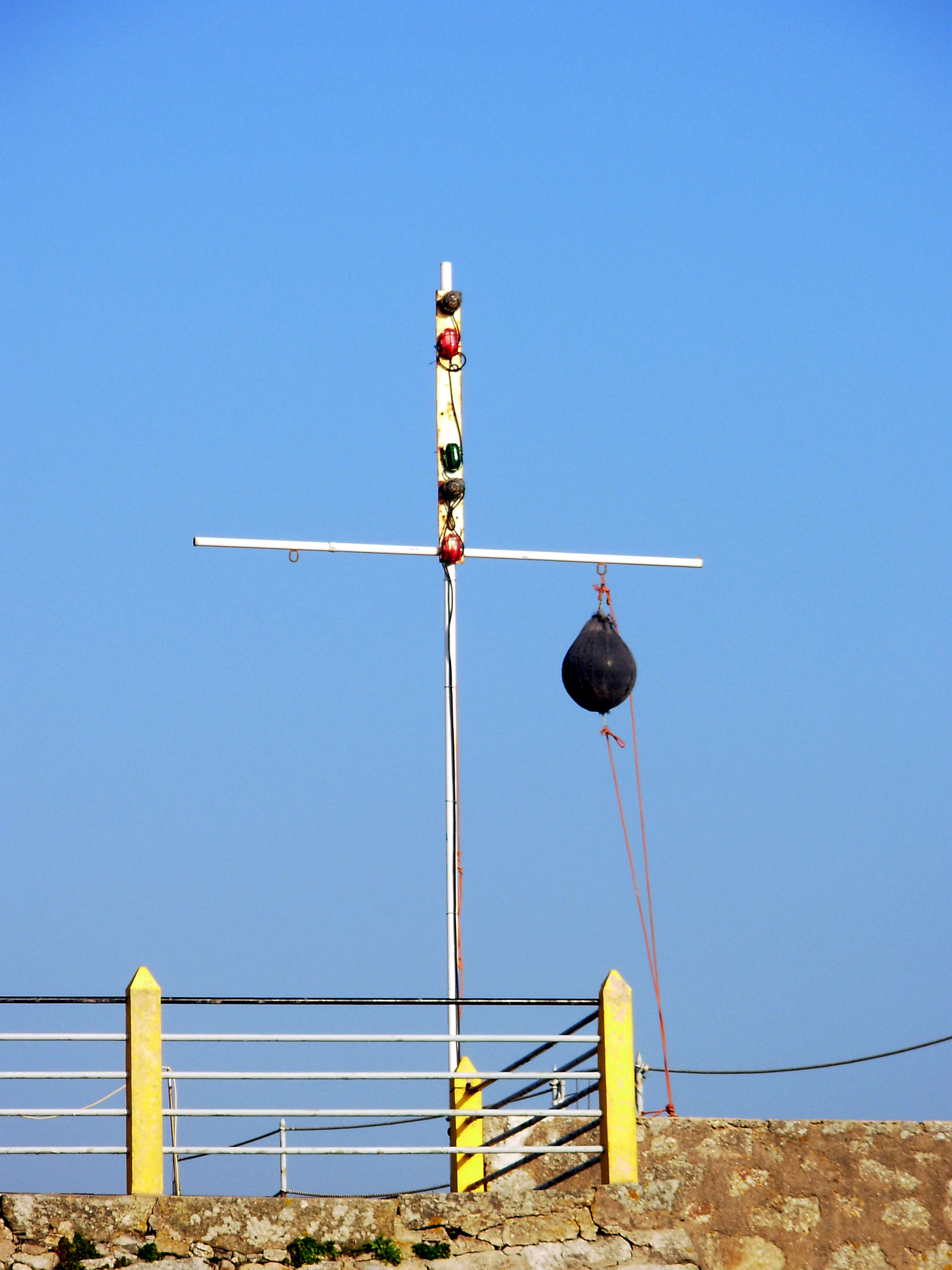
Semáforos de sinalização

É um dos raros faróis com torre metálica existentes no país. A sua altura é de quinze metros e tem um alcance de vinte e quatro milhas náuticas.
- Nº nacional: 31
- Nº internacional: D-2016; NGA 3128.

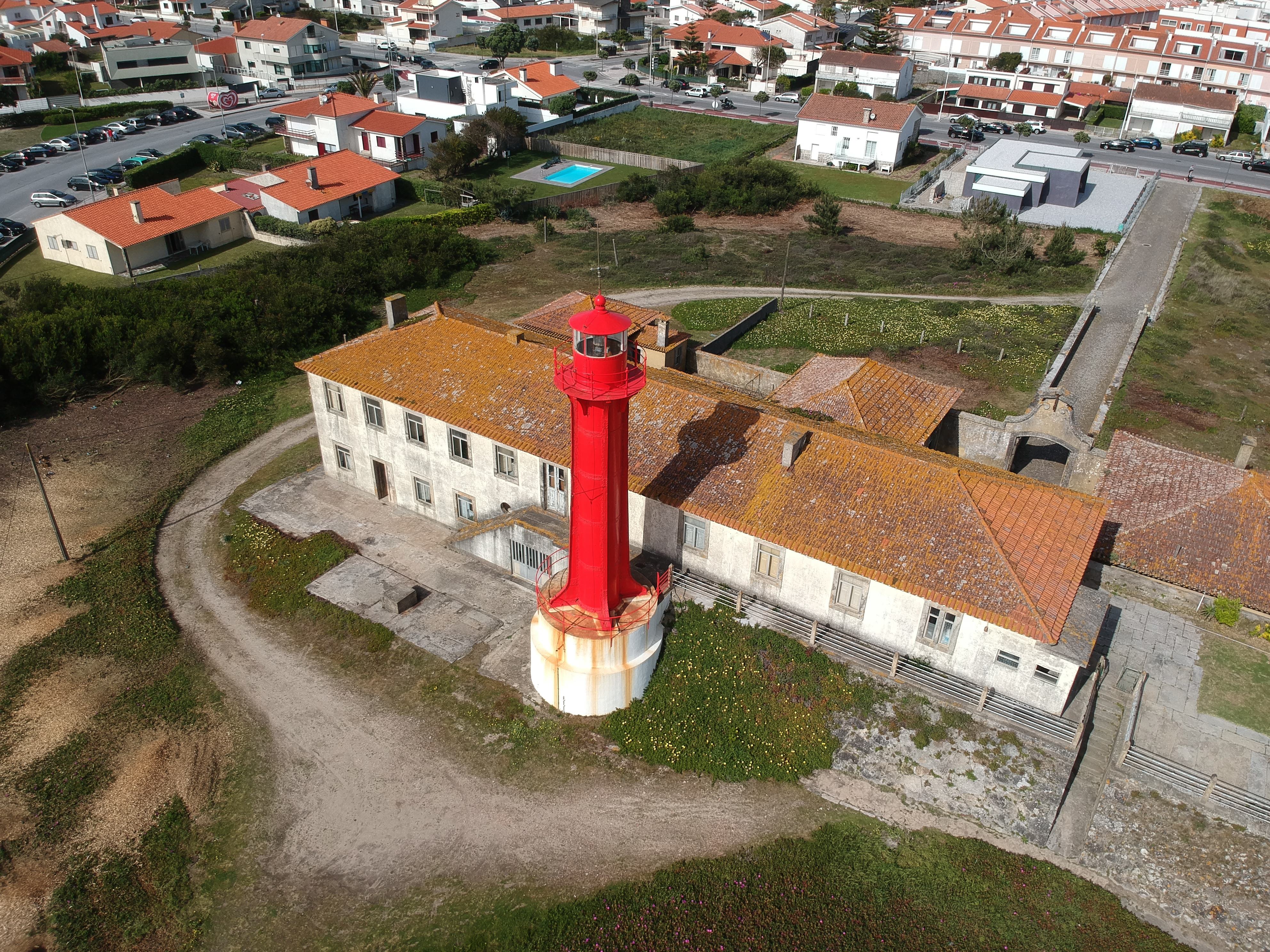
Viata aérea do farol

- Nº ARLHS: POR-018